# Stikhokken i Hydeskov
Stikhokken i Hydeskov er en knap 3 m høj bunke grene (i andre landsdele kaldet en stikhob), der efter sigende har ligget på stedet i flere hundrede år. Sikkert er det, at den har eksisteret siden omkring 1875. En skovfoged Radby, der var ansat i skoven fra 1906 til 1945 berettede omkring 1962, at den havde været der, siden han blev ansat, og til et studie fra 1929 berettes, at en skovrider erindrer stikhokken gennem 55 år. Bunken ligger ved en skovvej i Hydeskov ca. midtvejs mellem Sakskøbing og Nykøbing Falster i et område, der danner en lavning fra Guldborg Sund til Sakskøbing Fjord, og som afvandes mod nordvest af Sakskøbing å og mod sydøst af Flintinge å. Stikhokken ligger ved vandskellet. Skovområdet har ikke været dyrket siden istiden.
Stikhokken er dog sandsynligvis ældre end 140 år, og den er efter alt at dømme den sidste af et større antal (måske op til 50), der har ligget spredt rundtom i fortrinsvis Jylland. I 1929 kendes således 48 sten- eller stikhobe i Danmark og Sydslesvig Fænomenet kendes også i forskellige udformninger fra både oversøiske og europæiske lande. 

## Sprog og sagn
En stik (eller stikke) er et lille stykke træ (sammenlign f.eks. en tændstik) og ordet hokke er lollandsk og falstersk dialekt for en lille bunke af f.eks. roer eller blade. I andre landsdele, fx Vendsyssel, var fænomenet bl.a. kendt som en stikhob.
Der findes et sagn, der giver en forklaring på stikhokken i Hydeskov. På et tidspunkt i midten af 1700-tallet eller måske endnu tidligere er en forhadt skovfoged blevet myrdet af en krybskytte på stedet. Liget fik lov til at blive liggende, fordi andre forbipasserende smed grene over det. Ifølge én version af historien huserede den afdødes genfærd på stedet, og for at sikre sig selv måtte man blive ved med at kaste nye grene på bunken, hver gang man passerede. Nogle versioner af sagnet sætter sågar årstal på udåden (1653 eller 1657). De yngste versioner af sagnet omtaler ikke mordet, men nøjes med at fastslå, at man kunne beskytte sig mod ulykker og uheld ved at fortsætte skikken. Forbipasserende kaster stadig en stik på hokken, så selv om den selvfølgelig synker sammen i bunden, bliver den ikke mindre.
Andre steder i verden kender man som sagt lignede traditioner med tilsvarende sagn tilknyttet. Nogle steder brugte man dyrehår eller -skind eller sten, og den berømteste stendynge er vel den, som muslimske pilgrimme skal bidrage til under deres pilgrimsfærd til Mekka. Nogle steder er motivet at tildække det onde, andre steder at mindes et offer, og undertiden er det blot en rituel handling for at sikre sig en god rejse. 
En anden variation af skikken går ud på at binde tøjstykker på et træ for dermed at binde sin onde skæbne til træet og befri sig for den. En helt moderne version er suttetræer, hvor forældre på rituel vis afslutter barnets periode som pattebarn og overgangen til en ny del af barnelivet.